# Тин-поп
Тин-поп (англ. Teen pop) — поджанр поп-музыки, который ориентирован на аудиторию подростков. Тин-поп включает в себя жанры и стили таких направлений, как поп, данс, хип-хоп, современный R&B, электроника и рок. В число типичных атрибутов жанра входят: обработанный вокал, хореографические танцы, акцент на визуальной привлекательности (фотогеничное лицо, уникальное телосложение, безупречные прически и модная одежда), тексты песен сфокусированы на любви, отношениях, танцах, вечеринках, дружбе, взрослении, повторяющихся припевах. Также в текстах присутствуют сексуальные намёки.

## История

### XX век
Популярная музыка, ориентированная на подростков стала распространяться в конце эры свинга, в конце 1940-х годов, и ранним кумиром подростков был Фрэнк Синатра. Начало 1960-х годов стало известно как «Золотой век» для подростковых кумиров, среди которых были Пол Анка, Фабиан Форте, Рики Нельсон и Фрэнки Авалон. В 1970-х годах, одними из самых популярных поп-тин артистов была семейная группа The Osmonds. Другими успешными певцами и группами в данном поджанре были: Бобби Шерман, The Brady Bunch, The Jackson 5 (вместе с солистом Майклом Джексоном) и Bee Gees.
Первая крупная волна тин-попа, после контркультуры 1960-х и 1970-х годов, пришлась на середину-конец 1980-х годов, с такими артистами, как Менудо, Дебби Гибсон, Тиффани и New Kids on the Block. В начале 1990-х годов, тин-поп доминировал в чартах до тех пор, пока в конце 1991 года гранж и гангста-рэп не перешли в мейнстрим в Северной Америке. В это время в Великобритании тин-поп оставался популярным, и его основным представителем был бойз-бенд Take That, но появившаяся в середине 1990-х годов волна брит-попа затмила тин-поп, подобно тому, как гранж сделал это в Северной Америке.
В 1996 году, гёрл-группа Spice Girls выпустила свой сингл «Wannabe», который сделал их главными поп-звёздами в Великобритании, а в следующем году и в США. Вслед за ними, известность получили другие тин-поп группы и певцы, включая Hanson, Backstreet Boys, 'N Sync, Робин и All Saints. В 1999 году, появление на сцене успешных тин-поп певиц Бритни Спирс и Кристины Агилеры ознаменовало развитие того, что Allmusic назвал трендом «поп-Лолита», стали вспыхивать короткие карьеры поп-певиц, таких как Уилла Форд и Джейми-Линн Сиглер.

### XXI век
С середины 2000-х годов, многие подростки построили карьеру через участие в различных проектах Диснея, среди них: Майли Сайрус, Селена Гомес, Деми Ловато и Jonas Brothers.